# Christian Meyer (ciclista)
Christian Meyer (Friburgo in Brisgovia, 12 dicembre 1969) è un ex ciclista su strada tedesco.

## Palmarès

### Olimpiadi
- 1 medaglia:
  - 1 oro (Barcellona 1992 nella corsa a cronometro a squadre)